# 존 호킨스

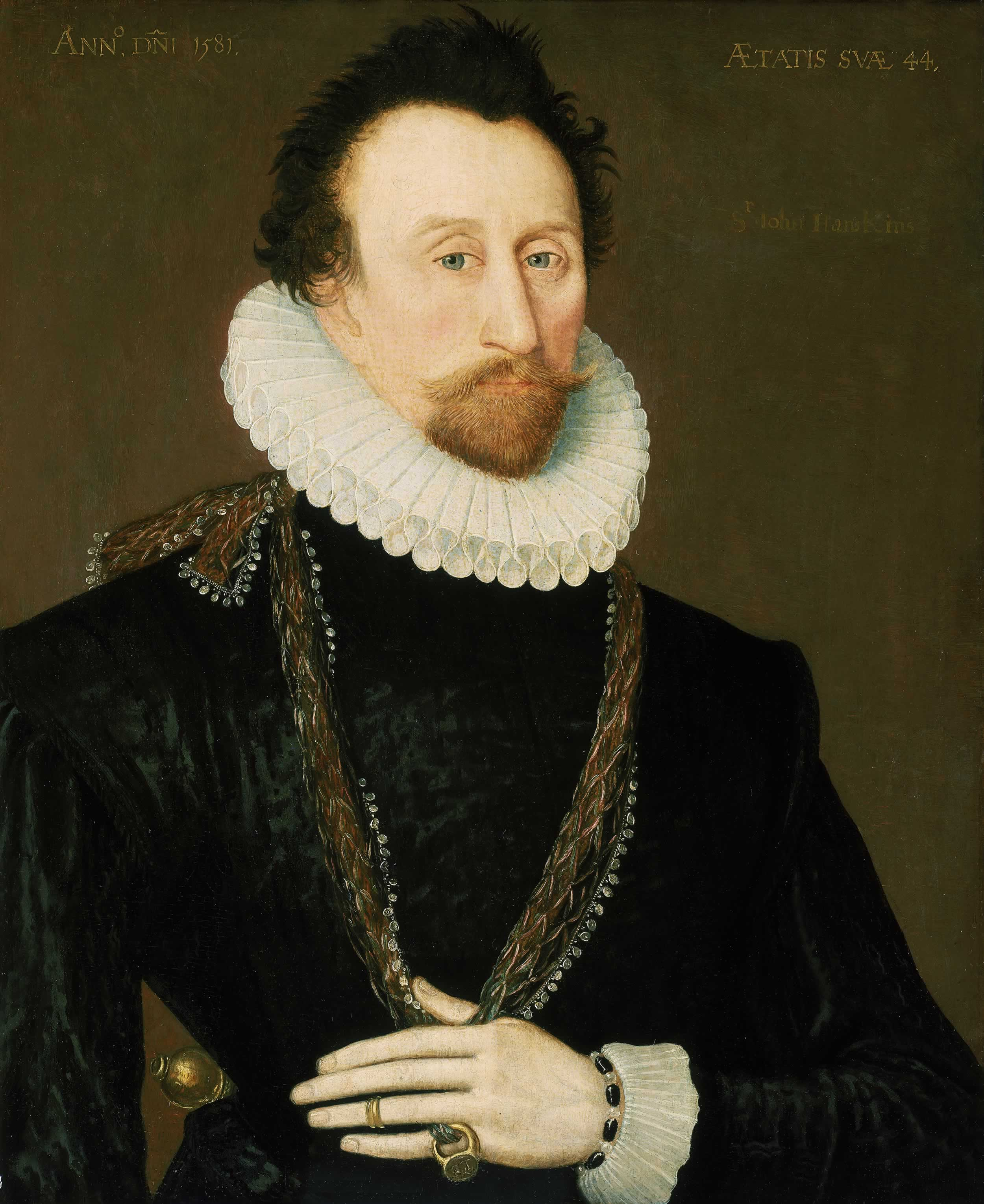

존 호킨스(John Hawkins, 1532년 ~ 1595년 11월 12일)는 영국 엘리자베스 1세 시대에 활동했던 사략해적(私掠海賊 Corsair)이자 해군 제독이다. 노예무역에 종사하였으며 해군에 들어가 스페인의 무적함대를 격멸하는 데도 참가하였다. 영국인으로서는 대서양 삼각무역을 처음 시작한 선구자로 추정되고 있다. 영국 출신으로 유명한 해적인 프랜시스 트레이크와는 친척관계이다.
데번주 플리머스에서 태어났다. 그의 아버지는 플리머스 시장(市長)을 지낸 W.호킨스이다. 영국인으로는 처음으로 아프리카에서 노예를 모아 스페인령(領) 아메리카에 파는 노예무역에 종사하였다. 서아프리카 지역에서 필요로 하는 물품을 싣고가서 흑인노예와 교환한 후 중남미 지역에 노예들을 팔고 설탕, 담배 등 지역의 상품을 구입하는 방식의 삼각무역을 하였다.
스페인 왕실은 중남미 식민지와 외국상인들이 직접 거래하는 것을 금지하며 세비야에 통상원을 설치하여 관리했다. 그러나 호킨스는 스페인 관리들의 눈을 피해 밀무역을 통해 큰 이익을 챙겼다. 스페인이 영국 왕실에 항의 했으나 엘리자베스 1세는 형식적으로 처벌을 했을뿐 호킨스의 활동을 지원하였다.
삼각무역으로 큰 부를 축적한 호킨스는 영국 해군에 들어가 제독이 되었다. 1588년에 벌어진 칼레해전에 참전하여 스페인의 무적함대(無敵艦隊)를 격멸하는 데  큰 공을 세운 후 기사 작위를 받았다.
멕시코 산 후안 데 울루아(San Juan de Ulúa)에서 벌어진 교전으로 스페인 해군에게 크게 패하자 이에 대해 복수 하고자 1595년에 드레이크와 함께 27척의 선박을 이끌고 플리머스를 출발하여 서(西)인도제도로 가던 도중 선상에서 병사하였다.